# John Kulasalu
John Kulasalau (1956) è un ex nuotatore australiano.

## Carriera
Ha fatto parte della squadra australiana che ha vinto la medaglia d'argento nella 4x200m stile libero durante la prima edizione dei campionati mondiali, a Belgrado nel 1973.

## Palmarès
- Mondiali

Belgrado 1973: argento nella 4x200m sl.
- Giochi del Commonwealth

Christchurch 1974: oro nei 400m sl.